# Albert Lebrun
Albert Lebrun (Mercy-le-Haut, 29 d'agost de 1871 - París, 6 de març de 1950) fou un polític francès, President de la República francesa del 1932 al 1940, el darrer president de la Tercera República.
Nascut en una família de camperols de Lorena, anà a l'École Polytechnique i a l'École des Mines, graduant-se a ambdues amb les millores notes. Treballà com a enginyer de mines a Vesoul i Nancy, però deixà la professió als 29 anys per a dedicar-se a la política.
Lebrun va obtenir un escó a l'Assemblea Nacional el 1900 com a membre del Partit Republicà d'Esquerra. Més tard serví en el gabinet com a Ministre de Colònies el 1911-1914 i Ministre per a Regions Alliberades el 1917-1919. Es va unir a l'Aliança Democràtica, i fou escollit per al Senat francès el 1920, del qual en fou president el 1931-1932.
Fou escollit President de la República francesa després de l'assassinat de Paul Doumer el 6 de maig del 1932. Fou novament reescollit el 1939, a causa del fet que era ben considerat per tots els grups polítics, però va detenir poc poder, i el 1940 fou obligat a acceptar la rendició davant Alemanya. Poc després fou substituït pel mariscal Philippe Pétain, tot i que oficialment mai no va dimitir.
Va marxar a Vizille (Isère), però fou capturat pels alemanys el 27 d'agost de 1943 i confinat en un castell del Tirol. El 10 d'octubre, però, se li permeté tornar a Vizille a causa de la seva mala salut, tot i que sota vigilància. Quan el 9 d'agost els aliats restauraren el govern francès, es va trobar amb el general Charles de Gaulle i reconegué el seu lideratge, tot dient que mai no havia dimitit formalment com a president perquè la dissolució de l'Assemblea Nacional no havia deixat ningú que acceptés la seva dimissió. Després de la guerra va viure retirat i morí de pneumònia a París.